# Cajún
Los acadianos o cadianos o cajunes (del inglés cajun pronunciado /ˈkeɪdʒən/ ; les Cadiens o les Acadiens, /le.(z‿a)kad͡ʒɛ̃/ en francés) son un grupo étnico localizado en el estado de Luisiana (Estados Unidos). Descienden de exiliados de Acadia durante la segunda mitad del siglo XVIII, tras la incorporación de una parte de los territorios franceses de Nueva Francia a la Corona británica. También comprende a otras personas con las que se unieron después, como españoles, alemanes y criollos franceses.
La lengua cajún es un dialecto proveniente del francés. Actualmente, los cajunes forman una comunidad importante al sur del estado de Luisiana, donde han influido notablemente en su cultura. Centros culturales importantes del pueblo cajún son las ciudades de Lafayette y Lake Charles.
Por lo general los hablantes de francés residentes en Estados Unidos hablan francés cajún y los hablantes de francés residentes en Canadá hablan francés quebequés.
En 1980, fueron reconocidos oficialmente por el gobierno estadounidense como grupo étnico.
La música cajún ha ejercido una notable influencia y ha dado lugar a géneros como el zydeco.